# Hnojné
Hnojné est un village de Slovaquie situé dans la région de Košice.

## Histoire
Première mention écrite du village en 1390.

## Démographie

### Évolution de la population
| Année:               | 1994. | 2004.    | 2014.   | 2024.    |
| -------------------- | ----- | -------- | ------- | -------- |
| Nombre de personnes: | 175   | 242      | 218     | 243      |
| Différence:          |       | +38,28 % | -9,91 % | +11,46 % |

| Année:               | 2023. | 2024.   |
| -------------------- | ----- | ------- |
| Nombre de personnes: | 251   | 243     |
| Différence:          |       | -3,18 % |

## Politique
| Nom            | Parti politique | Date de l'élection | Fin du mandat |
| -------------- | --------------- | ------------------ | ------------- |
| Helena Kráľová | SMER            | 02.12.2006         | Déc. 2010     |